# Сунай Ердем (архитект)
Сунай Ердем (роден на 17 март 1971 г.) е български и турски дипломиран ландшафтен архитект и самоук архитект.
Основава, с брат си Гюнай Ердем, компанията „Ердем Архитекти“ през 1998 г.
Проектирал е много градски ландшафтни проекти в повече от 40 страни. Докато редица съвременни архитекти използват компютърно-базирано скициране, има архитекти като него, които скицират със свободна ръка. Използва метода на свободната ръка за скициране от 1992 г. насам и има повече от 700 скици.
Негова скица печели първа награда през 2013 г. в Sketch Showdown конкуренция, Mixed Media, организирана от Philadelphia Center за архитектура. Сред най-важните работи на Сунай Ердем е проектното предложение за Американската президентска библиотека.

## Награди
Награди в международни състезания
- La Spezia Arsenale 2062 Open Competition, Italy, Winner, 2014
- Regional Center for Educational Quality and Excellence Competition, Jubail, Saudi Arabia, 3rd Award, 2014 Архив на оригинала от 2014-11-29 в Wayback Machine.
- 3C: Comprehensive Coastal Communities Ideas Competition, New York, USA, Wildcard Winner, 2013 Архив на оригинала от 2014-11-29 в Wayback Machine.
- ENVISION 2040, a Green Works Orlando Design Competition, Orlando, USA, Winner, 2013 Архив на оригинала от 2014-11-29 в Wayback Machine.
- ifac2013 International Festival of Art & Construction, Sunshade Competition, Spain, 1st Prize, 2013
- Actıvate! Desıgn Competition to Redefine Public Space in Chicago, USA Honorable Mention, 2013 Архив на оригинала от 2014-04-28 в archive.today
- Sketch Showdown Competition, Mixed Media, Philadelphia, USA, Winner, 2013
- Art In The Plaza, Minneapolis, USA, 1st Place, 2013 Архив на оригинала от 2014-11-29 в Wayback Machine.
- Home For Humanity Contest, San Francisco, USA, Winner, 2012 Архив на оригинала от 2016-03-03 в Wayback Machine.
- LifeEdited Apartment #2Challenge Competition, New York, USA, Winner, 2012 Архив на оригинала от 2013-01-03 в Wayback Machine.
- Recconect Riverton Pedestrian Bridge, Canada, Winner, 2011 Архив на оригинала от 2014-04-28 в archive.today
- Vancouver Viaducts & eastern core, re:CONNECT An Open Ideas Competition, Vancouver, Canada, Winner, 2011
- The Old Harbour Along With Örfirisey in Reykjavik International Competition, Reykjavik, Iceland, Winner, 2009 Архив на оригинала от 2014-12-01 в Wayback Machine.

## Проекти
- Proposal from Turkish Architects for the American Presidential Library (Чикаго, САЩ, 2015)
- Esertepe Park (Анкара, Турция, 2015)
- La Spezia Arsenale 2062 (Италия, 2014)
- Harbour Along With Örfirisey in Reykjavik (Рейкявик, Исландия, 2010)